# Petrockstowe
Petrockstowe lub Petrockstow – wieś i civil parish w Anglii, w hrabstwie Devon, w dystrykcie Torridge. Leży 44 km na zachód od miasta Exeter i 288 km na zachód od Londynu. W 2011 roku civil parish liczyła 426 mieszkańców Petrockstowe jest wspomniana w Domesday Book (1086) jako Petrochestou.